# Mandji (Gabon)
Pour les articles homonymes, voir Mandji.

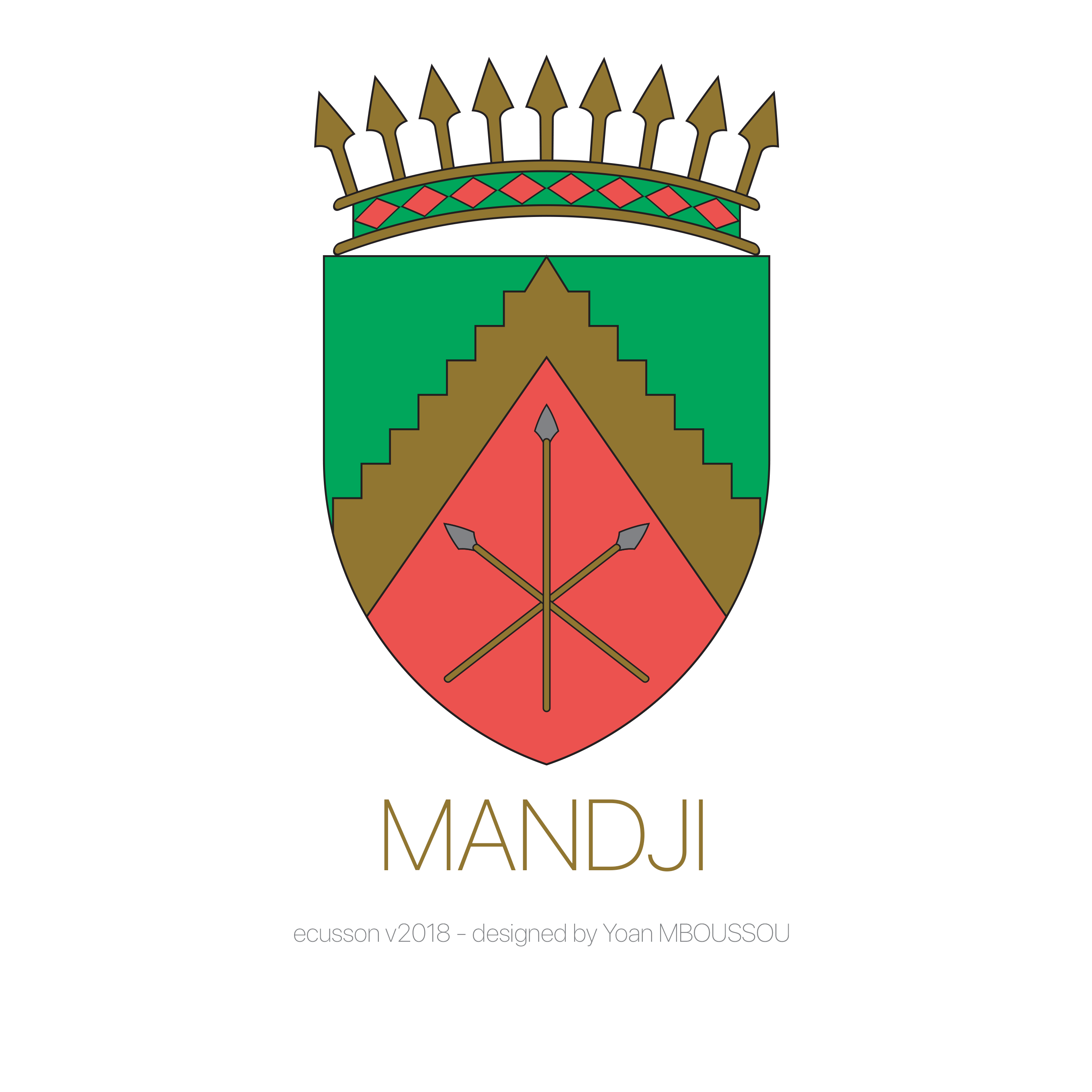
Ecusson de la ville de Mandji

Mandji est une ville du Gabon, chef-lieu du département de Ndolou, dans la province de la Ngounié. Il y a un collège d'enseignement général (CES Général Théodore Kwaou). Le département de Ndolou renferme quelques gisements de pétrole à Rabi-Kounga, la société CBG implantée à Péni exploite le bois. Depuis ces dernières années l'entreprise OLAM y exploite le palmier pour l'huile de palme, ce qui a amène une augmentation de la population et de l'activité économique.